# مریلین لوید
ریچل مرلین لوید (به انگلیسی: Laird ; 3 ژانویه ۱۹۲۹–۱۹ سپتامبر ۲۰۱۸) یک سیاستمدار و تاجر آمریکایی بود که از سال ۱۹۷۵ تا ۱۹۹۵ ده دوره در مجلس نمایندگان ایالات متحده خدمت کرد.
لرد در سال ۱۹۲۹ در فورت اسمیت، آرکانزاس به دنیا آمد. او در سال ۱۹۴۵ از دبیرستان کالج وسترن کنتاکی فارغ‌التحصیل شد، دبیرستانی که با دانشگاه کنونی کنتاکی غربی در بولینگ گرین، کنتاکی، مرتبط بود.
او در کالج شورتر در رم، جورجیا تحصیل کرد. او صاحب ایستگاه رادیویی WTTI در دالتون، جورجیا و شرکت هواپیمایی اجرایی در وینچستر، تنسی بود.